# ایر باتومی

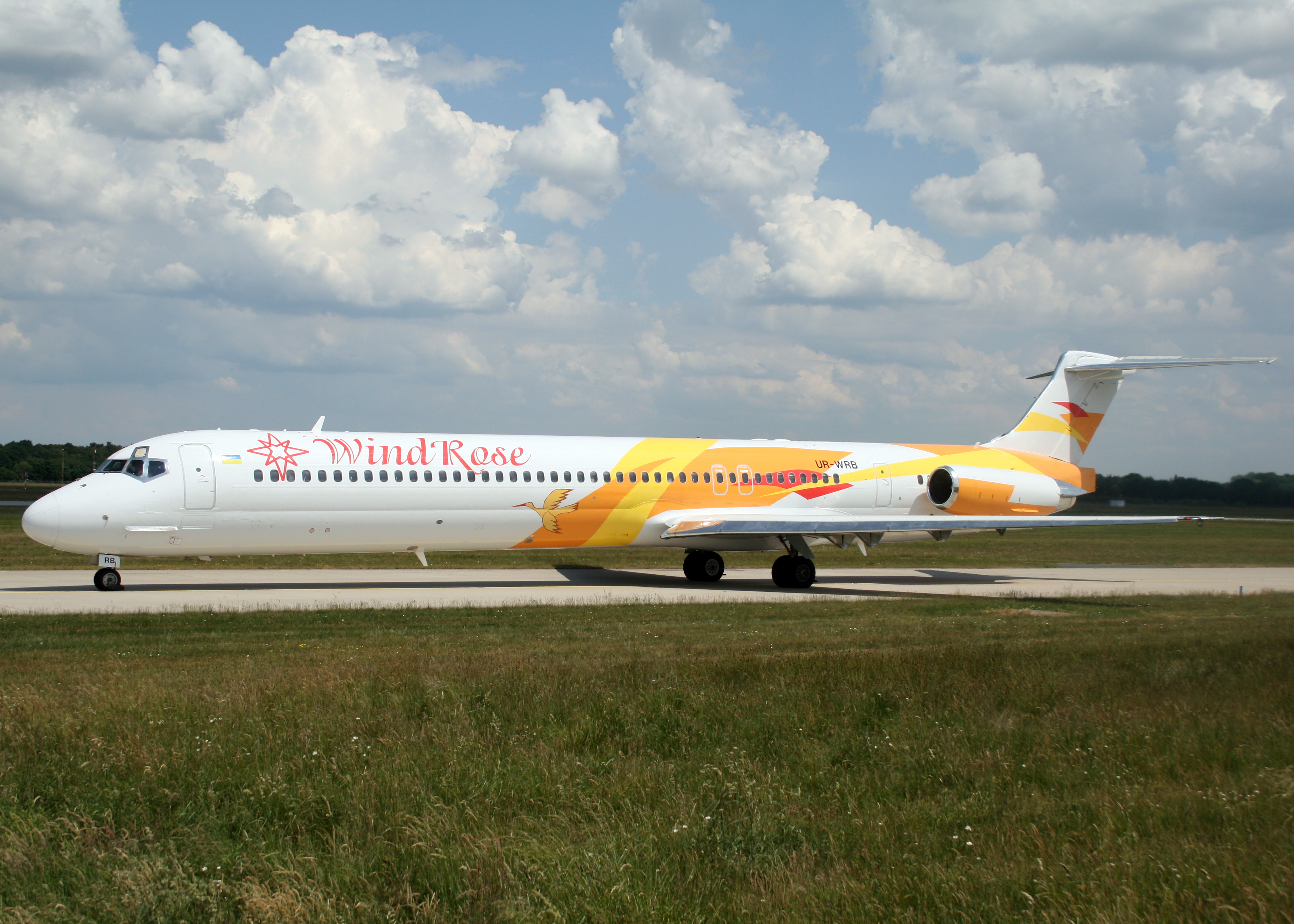
ایر باتومی

ایر باتومی یک شرکت هواپیمایی پیشین مستقر در شهر باتومی گرجستان بود. مرکز این شرکت هواپیمایی در فرودگاه بین‌المللی باتومی قرار داشت.

## مقصدها
ایر باتومی پیش‌تر به مقاصد زیر سرویس می‌داد:
- گرجستان
  - باتومی - فرودگاه بین‌المللی باتومی
  - تفلیس - فرودگاه بین‌المللی تفلیس
- ایران
  - تهران - فرودگاه بین‌المللی امام خمینی

## ناوگان
ناوگان ایر باتومی شامل هواپیماهای زیر بود (تا تاریخ ۱۴ اوت ۲۰۱۰):